# Анапка (река, впадает в Чёрное море)
Анапка — река, протекающая через Анапские плавни и впадающая в Анапскую бухту. Находится в городе Анапа и Анапском районе Краснодарского края России. Образуется от слияния рек Маскага и Котлома. Площадь водосбора — 411 км².

## Топоним
Во времена нахождения территории в составе Османской империи, как и крепость, река имела название осман. Бугур‎, адыг. Бхгур, что переводится как «кривой, извилистый».

## Гидрография
Гидрологический режим носит средиземноморский характер. Паводок на реке наблюдается во время зимних дождей. В этот период русло водотока наполняют пресные воды рек Маскага и Котлома, а Анапка сбрасывает их излишек в акваторию Чёрного моря. Русло сильно меандрирует, вода застаивается и прогревается. Местами сильно заросла камышом. Имеет переменное течение. Летом, когда водоток Анапки сильно мелеет, наблюдается приток морской воды в обратном направлении. Воды реки в этот период осолоняются. Осенью иногда совсем пересыхает. В морозные зимы замерзает и превращается в каток. 
В черте города русло Анапки служит естественной границей между санаторно-курортной зоной к северу и жилым сектором к югу. Вдоль русла расположены кафе. В районе устья Анапки расположен Центральный пляж Анапы. Тем не менее, купание в реке запрещено из-за сложной экологической ситуации в верховьях Маскаги, а также общего обмеления в последние десятилетия, из-за чего были закрыты две ранее существовавшие катерные станции.

## Флора и фауна
Несмотря на небольшой размер, ихтиофауна Анапки отличается разнообразием. Этому способствуют развитая береговая растительность, а также хороший прогрев воды. В реке водится щука, карась, линь, сазан, сом тарань, красноперка, вьюн, окунь, уклейка. Из Чёрного моря в теплое время года заходит кефаль. Встречаются как морские, так и пресноводные моллюски. Река в некоторой части заболочена, встречаются лягушки и тритоны.